# 横井人輝
横井 人輝（よこい ひとき、1962年4月16日 - ）は、愛知県出身の野球指導者。

## 来歴
東邦高等学校時には1980年の第52回選抜高等学校野球大会に内野手として出場。
卒業後は東海大学に進み、助監督を務める。
その後東京都の東海大学菅生高等学校の監督に就任。在任中に1996年夏、1997年春、2000年夏、2006年春の計4回甲子園大会出場に導く。
2007年秋から東海大学の監督に就任し、首都大学リーグで2016年秋までに19シーズンで15回の優勝と2014年には13年ぶりの大学日本一となる。侍ジャパンの大学日本代表のコーチ、監督も務めた。
監督退任後は野球教室や中学硬式野球のポニーリーグの監督を務めている。
東海大学時代の著名な教え子には菅野智之や田中広輔らがいる。